# Blaina
Blaina (in gallese Y Blaenau) è una località del Galles meridionale facente del distretto di contea di Blaenau Gwent.
Si trova circa 60 km a nord di Newport e 20 km a ovest del confine con l'Inghilterra.
Nel 2011 la popolazione era di 4 808 abitanti.

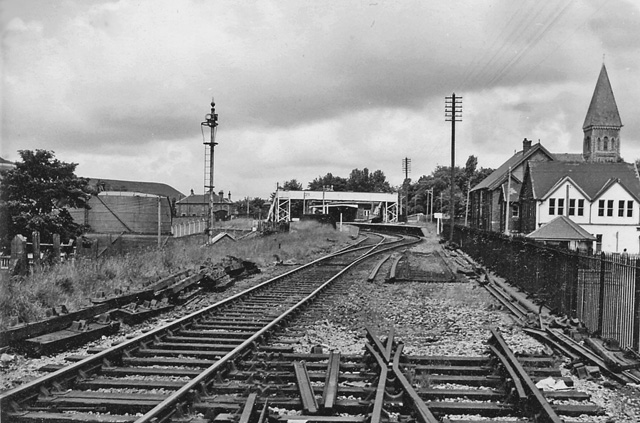
Fino al 1962 Blaina aveva una stazione ferroviaria lungo la Great Western Railway. Questo è ciò che rimaneva nel 1966.